# Альтенхольц
Альтенхольц (нем. Altenholz) — община в Германии, в земле Шлезвиг-Гольштейн.
Входит в состав района Рендсбург-Экернфёрде. Население составляет 10 004 человека (на 31 декабря 2010 года). Занимает площадь 19,03 км².